# Greene Washington Caldwell
Greene Washington Caldwell (* 13. April 1806 in Belmont, Gaston County, North Carolina; † 10. Juli 1864 in Charlotte, North Carolina) war ein US-amerikanischer Politiker. Zwischen 1841 und 1843 vertrat er den Bundesstaat North Carolina im US-Repräsentantenhaus.

## Werdegang
Greene Caldwell betrieb akademische Studien. Nach einem Medizinstudium an der University of Pennsylvania in Philadelphia und seiner 1832 erfolgten Zulassung als Arzt trat er in den medizinischen Dienst der United States Army. Nach einem späteren Jurastudium und seiner Zulassung als Rechtsanwalt begann er in Charlotte zu praktizieren. Gleichzeitig schlug er als Mitglied der Demokratischen Partei eine politische Laufbahn ein.
Zwischen 1836 und 1841 war Caldwell Abgeordneter im Repräsentantenhaus von North Carolina. Bei den Kongresswahlen des Jahres 1840 wurde er im elften Wahlbezirk von North Carolina in das US-Repräsentantenhaus in Washington, D.C. gewählt, wo er am 4. März 1841 die Nachfolge von Henry William Connor antrat. Der elfte Distrikt wurde 1842 aufgelöst und erst 90 Jahre später, 1932, wieder eingerichtet. Da Caldwell zunächst auf eine Kandidatur in einem anderen Bezirk verzichtete, konnte er bis zum 3. März 1843 nur eine Legislaturperiode im Kongress absolvieren.
Im Jahr 1844 wurde Greene Caldwell Leiter der Münze in Charlotte. Während des Mexikanisch-Amerikanischen Krieges war er bis 1848 Hauptmann einer Infanterieeinheit. 1849 zog er in den Senat von North Carolina ein. Im Jahr darauf strebte er erfolglos die Rückkehr in den Kongress an. Anschließend kehrte er zu seinen Wurzeln als Mediziner zurück und praktizierte wieder als Arzt. Greene Caldwell starb am 10. Juli 1864 in Charlotte. Er war Sklavenhalter.